# L'Affaire Mattei
Pour plus de détails, voir Fiche technique et Distribution.
L'Affaire Mattei (titre original : Il caso Mattei) est un film italien réalisé par Francesco Rosi et sorti en 1972, qui relate la mort mystérieuse d’Enrico Mattei, industriel qui croyait à l’indépendance énergétique de l’Italie. Gian Maria Volonté, acteur proche du PCI, en est l’interprète principal. Ce film a reçu la Palme d’or au Festival de Cannes 1972 et fait partie des 100 films italiens à sauver.

## Synopsis
Qui menaçait Enrico Mattei, fonctionnaire dévoué et patron de la Société nationale des hydrocarbures (ENI, Ente Nazionale Idrocarburi), mort quand son avion s'écrase en 1962 ?
Dans l’Italie de 1956, le parti de la Démocratie chrétienne est au pouvoir depuis le lendemain de la guerre (et le restera jusqu’au début des années 1990). Dans cet après-guerre, l’Italie est aussi pauvre que la Pologne et les Italiens servent de main-d’œuvre au monde entier, obligés d’émigrer à l’étranger pour trouver du travail. Mattei, démocrate-chrétien de gauche qui participe à la reconstruction accélérée de l’Italie (en 30 ans, elle accède aux premiers rangs de l’économie mondiale), a l’ambition de faire travailler les Italiens en Italie, et même de faire revenir les émigrés ; il promet du travail pour tous. Enrico Mattei, aux accents populistes, est adoré du peuple, mais craint par les politiques et les industriels. Il reçoit depuis longtemps des menaces. Le jour de sa mort, prévenu par téléphone d’une tentative possible d’attentat, il répond dans le film : « Eh bien, s'ils veulent me tuer, qu’ils me tuent ! » Il monte pourtant dans son avion privé, et l'avion est abattu.
Sa mort est-elle simplement un accident ? Plusieurs commanditaires sont soupçonnés du meurtre : les compagnies pétrolières américaines, parce qu'il remettait en cause leur monopole pour l'approvisionnement en pétrole de l'Italie (Mattei avait inventé la formule « les Sept Sœurs » pour qualifier les plus grandes compagnies pétrolières de son époque), ou le SDECE, parce que Mattei était soupçonné de financer le FLN pendant la guerre d'Algérie, en échange de concessions pour l'ENI.

## Fiche technique
- Titre  : L'Affaire Mattei
- Titre original : Il caso Mattei
- Réalisation : Francesco Rosi
- Scénario : Tito Di Stefano, Tonino Guerra, Nerio Minuzzo et Francesco Rosi
- Production : Franco Cristaldi
- Musique : Piero Piccioni
- Photographie : Pasqualino De Santis
- Montage : Ruggero Mastroianni
- Décors : Andrea Crisanti
- Costumes : Franco Carretti
- Pays d'origine : Italie
- Format : Couleurs – Mono
- Genre : Drame
- Durée : 116 minutes
- Date de sortie : 1972
- Affiche : Enzo Nistri (Italie)

## Distribution
- Gian Maria Volonté : Enrico Mattei
- Luigi Squarzina : Journaliste accusateur
- Renato Romano : Journaliste
- Gianfranco Ombuen : Ing. Ferrari
- Edda Ferronao : Mme Mattei
- Peter Baldwin : McHale
- Accursio Di Leo : Sicilien important 1
- Giuseppe Lo Presti : Sicilien important 2
- Aldo Barberito : Journaliste De Mauro
- Franco Graziosi : Ministre

## L'affaire deL'Affaire Mattei
À quelques mois de la sortie du film, une tragédie a amené les médias italiens à reprendre toute l'affaire Mattei. Engagé en 1971 par le réalisateur Rosi pour enquêter en Sicile sur les circonstances de la mort d'Enrico Mattei, le journaliste Mauro De Mauro a été enlevé, à Palerme. Son corps n'a jamais été retrouvé. Au moment de l'affaire, deux hypothèses officielles ont été émises. Celle des Carabinieri, pour qui l'enlèvement de De Mauro découlait d'une enquête précédente du journaliste sur le trafic de la drogue. Et celle de la Questura (Police nationale), pour qui ce rapt était la conséquence des recherches de De Mauro sur la mort de Mattei. Ces deux hypothèses reçoivent un traitement égal dans le film de Francesco Rosi.
Au lendemain de la sortie du film, les droits sont rachetés par la Paramount, qui le diffuse dans une salle de Manhattan à New York, quelques jours seulement, avant de le retirer. Aucune VHS ni aucun DVD de ce film n'a jamais été édité.
Francesco Rosi a lui-même été menacé : « j'ai fait beaucoup de films sur la Mafia, jamais je n'ai été menacé. Sauf pour Mattei » déclarait le cinéaste sur la Rai en 1998. Sa fille Carolina Rosi ajoute « mon père recevait des coups de fil anonymes, on lui disait de faire attention à ses jambes, et aux miennes ».
Sur Internet, des copies DVD (dézoné, lisible en PAL) du film en VO, sous-titré en anglais, sont diffusées par la société The Movie Detective.
Le film a été projeté lors de la rétrospective de Francesco Rosi à la Cinémathèque française en 2011, et aussi en 2023, pendant leur propre rétrospective sur le cinéaste, à l'Institut Lumière.

## Récompenses et distinctions
- Palme d'or au Festival de Cannes ex æquo avec La classe ouvrière va au paradis.